# Mauno Jussila
Mauno Nikolai Jussila, född 15 augusti 1908 i Vahto, död 3 november 1988 i Åbo, var en finländsk agrolog och politiker (Centerpartiet).
Jussila, som var son till jordbrukare Albert Nikolai Jussila och Lovisa Alexandra Koivisto, studerade vid lantbruksskola 1930 och vid småbrukarkonsulentskola 1932–1933. Han var konsulent vid Pienviljelijäin keskusliitto 1935–1950, verkställande direktör vid Oy Turunmaa 1950–1951 och jordbrukare i S:t Marie från 1951. Han var medlem av Finlands riksdag 1951–1970 och elektor vid presidentvalet i Finland 1950. Han var minister i finansministeriet 1956–1957, 1958–1959 och 1963, andre socialminister i Martti Miettunens regering 1961–1962 och lantbruksminister 1964–1966. 
Jussila var medlem av kommunalfullmäktige i S:t Marie från 1946, av styrelsen för jordbruksproducenternas distrikt i Egentliga Finland och Jordbruksproducenternas centralförbunds fullmäktige från 1947, ordförande i Egentliga Finlands småbrukares distriktsförbund från 1950, i Egentliga Finlands jordbruksrådgivningskommitté, medlem av ekonomiska rådet från 1958, av statens spannmålsförråd från 1958 och av statens vetenskapliga råd från 1964.